# Heiter bis tödlich: Henker & Richter
Heiter bis tödlich: Henker & Richter ist eine deutsche Vorabend-Krimiserie, die von November 2011 bis März 2012 im Ersten ausgestrahlt wurde. Sie spielt in Büdringhausen, einem fiktiven Ort im Münsterland, Westfalen.

## Inhalt
In ihrer neuen Heimat Büdringhausen startet die dynamische und ehrgeizige Staatsanwältin Henker in ein neues Leben. Mit ihrer Ungeduld und vollem Tatendrang ermittelt sie im kleinsten Amtsgericht Westfalens und bringt so die gewohnten Bahnen durcheinander.
Im Gegensatz zu Heiter bis tödlich: Nordisch herb wird darauf verzichtet zu zeigen, wie Saskia Henker frisch in ihrer neuen Heimat ankommt.

## Figuren
Saskia Henkerist Staatsanwältin in Büdringhausen. Sie hat sich von Düsseldorf in das kleine Örtchen versetzen lassen, um sich um ihre Großmutter zu kümmern und um beruflich ganz neu anzufangen. Doch schnell muss die bekannte Staatsanwältin feststellen, dass die Ermittlungen auf dem Land etwas anders zugehen als in der Großstadt.
Klaus Wagenführist Richter in Büdringhausen und arbeitet deshalb mit Saskia Henker zusammen. Zwischen den beiden entwickelt sich im Laufe der Serie trotz alltäglicher Meinungsverschiedenheiten eine knisternde Stimmung. Der Richter wohnt mit seiner Tochter Nadine alleine und erlebt mit ihr die Höhen und Tiefen einer Vater-Tochter Beziehung.
Johannes Bulittaist Rechtsanwalt in Büdringhausen und der Meinung, dass die neue Staatsanwältin Henker nicht richtig in die kleine Stadt passt. Er versucht immer wieder durch die Presse auf sich aufmerksam zu machen und sieht in sich einen zukünftigen Staranwalt. Er wird häufiger von seiner Ehefrau angerufen, wobei offensichtlich wird, dass sie die Hosen anhat.
Peter Schulte jr.ist leidenschaftlicher Kommissar in Büdringhausen und so Saskias direkter Untergebener. Er leidet darunter, dass ihn die Bewohner Büdringhausens schon seit seiner Kindheit kennen und deshalb ihren „kleinen Peter“ nicht so richtig als harten Polizisten ernst nehmen. Er überzeugt jedoch häufig unerwartet mit Geistesblitzen und (unwichtigem) Detailwissen.
Hedwig Holtkampist die Oma von Saskia Henker und ein echtes Unikat. Sie hasst starre Regeln und benimmt sich nicht immer den Gesetzen entsprechend. Sie verhält sich nicht unbedingt so, wie es für ihr Alter üblich wäre, und mischt sich gerne in die Ermittlungen ihrer Enkelin ein.
Dr. med. Doris Sturmist Ärztin und hat sich in Büdringhausen mit einer eigenen Praxis selbständig gemacht. Sie ist sehr froh über die Ankunft der modernen Saskia und versteht sich auf Anhieb gut mit ihr.
Nadine Wagenführist die Tochter des Richters, der der Studentin nichts abschlagen kann. Dafür springt sie dann auch mal in der von ihm trainierten Frauenfußballmannschaft ein.

## Hintergrund
Die Episoden wurden hauptsächlich in der Innenstadt von Monheim am Rhein bei Düsseldorf gedreht. Als Außenkulisse des Gerichtsgebäudes dient das Alte Rathaus in Haltern am See. Chefautor der Serie ist Michael Gantenberg, der neben diversen Comedy-Serien auch TV-Filme für die ARTE-Reihe Unter Verdacht und den Tatort schrieb. Am 22. Juni 2012 gab die ARD bekannt, dass Henker & Richter aufgrund schwacher Einschaltquoten keine zweite Staffel erhält. Seit dem 27. August 2013 gibt es alle Folgen auf DVD.
| #  | Titel                         | Premiere      | Regie           | Drehbuch                     |
| -- | ----------------------------- | ------------- | --------------- | ---------------------------- |
| 1  | Feuerteufel                   | 10. Nov. 2011 | Joseph Orr      | Michael Gantenberg           |
| 2  | Die Sau ist tot               | 17. Nov. 2011 | Joseph Orr      | Michael Gantenberg           |
| 3  | Sport ist Mord                | 24. Nov. 2011 | Joseph Orr      | Dirk Roß, Michael Gantenberg |
| 4  | Schützenfest                  | 01. Dez. 2011 | Joseph Orr      | Marko Lucht                  |
| 5  | Durch die Blume               | 08. Dez. 2011 | Michael Wenning | Michael Gantenberg           |
| 6  | Gemopst                       | 15. Dez. 2011 | Michael Wenning | Peter Strotmann              |
| 7  | Der Terminator aus Ulan Bator | 22. Dez. 2011 | Michael Wenning | Michael Gantenberg           |
| 8  | Mit dem Dolche im Gewande     | 19. Jan. 2012 | Michael Wenning | Marko Lucht                  |
| 9  | Schmerzfrei                   | 26. Jan. 2012 | Ulrich Zrenner  | Peter Strotmann              |
| 10 | Der Sheriff                   | 02. Feb. 2012 | Ulrich Zrenner  | Marko Lucht                  |
| 11 | Abführmittel                  | 09. Feb. 2012 | Ulrich Zrenner  | Dirk Roß                     |
| 12 | Hol’s der Geier               | 16. Feb. 2012 | Ulrich Zrenner  | Michael Gantenberg           |
| 13 | Rufmord                       | 01. März 2012 | Joseph Orr      | Dirk Roß                     |
| 14 | Napoleons Klo                 | 15. März 2012 | Joseph Orr      | Peter Strotmann              |
| 15 | Die Moorhexe                  | 22. März 2012 | Joseph Orr      | Marko Lucht                  |
| 16 | Die Daltons von Büdringhausen | 29. März 2012 | Joseph Orr      | Michael Gantenberg           |